# فخر (شعر)

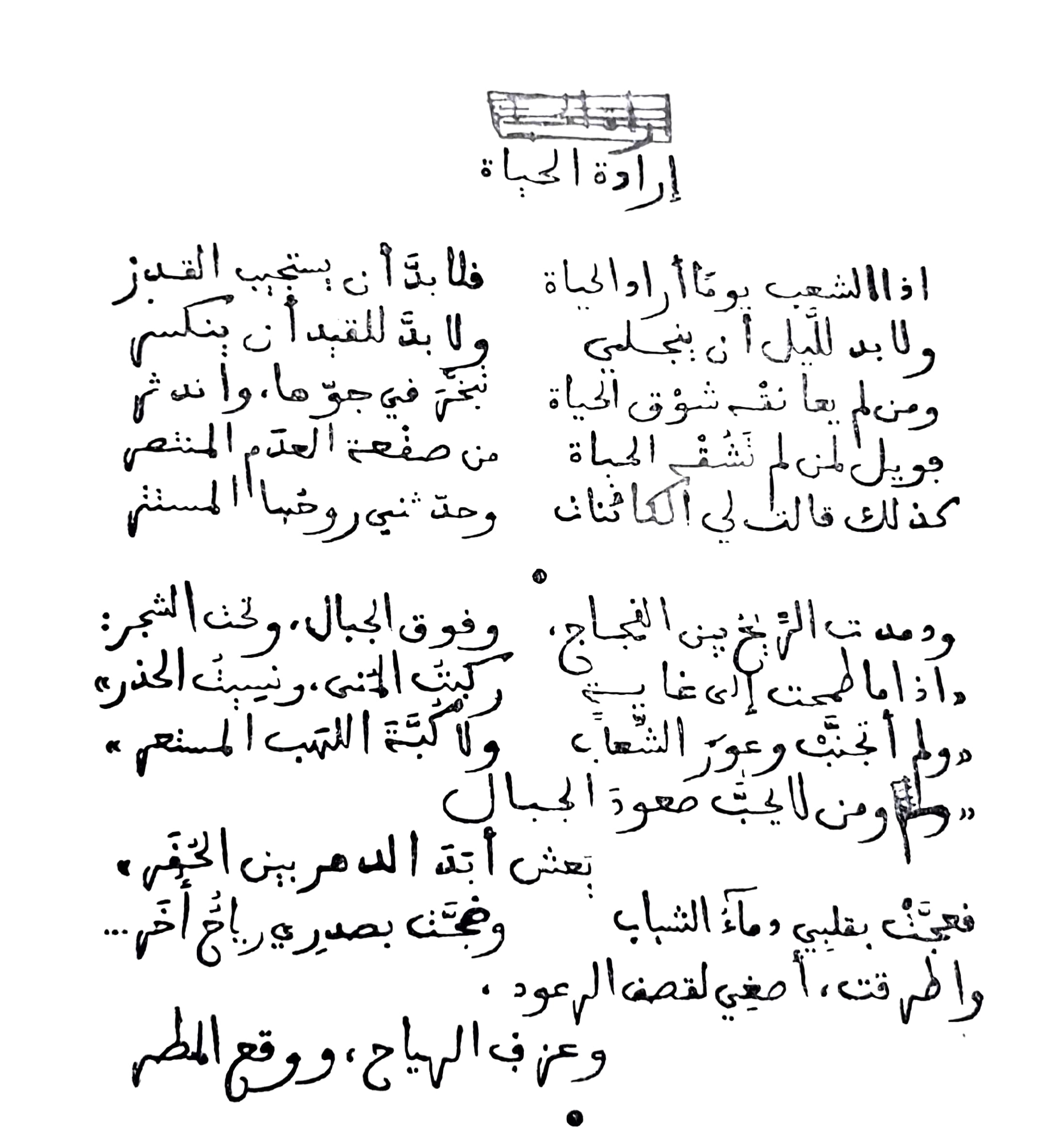
قصيدة

الفخر هو أهم الأغراض وهو عبارة عن مجموعة من الابيات الشعرية يذكر الشاعر فيها صفاته الحسنة والفخر يكون بالأهل (مثل الفرزدق) والشعر (مثل جرير) وأحسن من كتبوا في هذا هو عنترة بن شداد عند قوله:
ومعنى العوان: الشديدة. معنى المعامع: المعارك وهو يدل على مدى قوة وعناء طفولته.
يعد الفخر غرض من أغراض الشعر الجاهلي إذ يعتز من خلاله الشاعر بشجاعته وقوته وكذلك بشرف النسب والكرم والجود ومرتبته الاجتماعية إضافة إلى معاقرة الخمرة في قول طرفة بن العبد:
وينقسم الغرض الفخري في الشعر الجاهلي إلى نوعين: الافتخار بالذات باستعمال ضمير المتكلم المفردة الانا أو الافتخار بالقبيلة من خلال استعمال ضمير المتكلم الجمع نحن ومثال ذلك قول عمرو بن كلثوم:

يقول عنترة: